# Huawei Nova Y91
Huawei Nova Y91 (стилізовано як HUAWEI nova Y91) — фаблет середньо-бюджетного рівня із серії Nova, розроблений Huawei. Був представлений 23 травня 2023 року. Також 17 квітня 2023 року в Китаї був представлений Huawei Enjoy 60X, що в основному відрізняється від Nova Y91 наявністю додаткової кнопки, додаткових кольорів та NFC.

## Дизайн

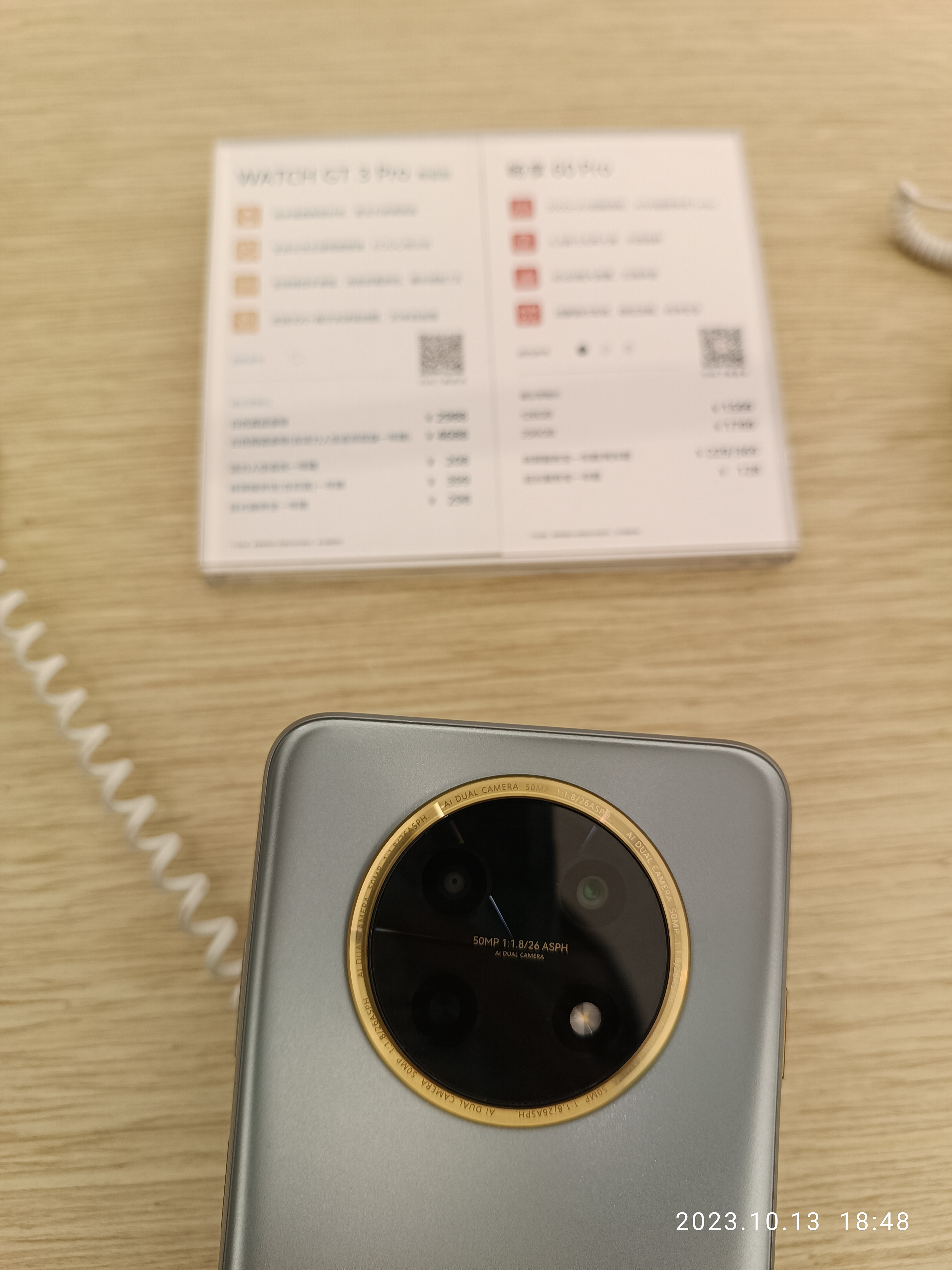
Блок камери Huawei Enjoy 60X в кольорі Moonlight Silver

Передня панель виконана зі скла, рамка — з матового пластику, задня панель в Huawei Nova Y91 та Enjoy 60X на 128 ГБ або 256 ГБ — з матового пластику, а в Enjoy 60X на 512 ГБ — зі штучої шкіри. 
Знизу знаходяться слот під 2 SIM-картки, мікрофон, роз'єм USB-C та динамік, а зверху — другий мікрофон. Справа розміщені гойдалка регулювання гучності і кнопка блокування, в яку вбудовано сканер відбитків пальців. Також в Enjoy 60X зліва розміщена «X-кнопка», яку можна налаштувати на відкриття програм або певні функції.
Huawei Nova Y91 продавався в кольорах Starry Black (чорний) та Moonlight Silver (сріблястий).
Huawei Enjoy 60X на 128 ГБ або 256 ГБ продавався в 3 кольорах: Obsidian Black (чорний), Moonlight Silver (сріблястий) та Cold Jade Green (зелений), а на 512 ГБ — Gild Black (чорний) та Orange Peel (помаранчевий). 

## Технічні характеристики

### Апаратне забезпечення
Смартфони отримали процесор Qualcomm Snapdragon 680 4G з графічним процесором Adreno 610. Huawei Nova Y91 був доступний в конфігураціях 6/128, 8/128 та 8/256 ГБ, а Enjoy 60X — 8/128, 8/256 та 8/512 ГБ.
Смартфони отримали велику акумуляторну батарею об'ємом 7000 мА·год та підтримку швидкої зарядки потужністю до 22,5 Вт. Також Huawei Enjoy 60X на 512 ГБ має зворотне заряджання по дроту до 22,5 Вт.
Екран IPS LCD, 6,95", Full HD+ (2388 × 1080) зі щільністю пікселів 376 ppi, співвідношенням сторін 19,8:9 та широким вирізом під сенсор наближення, розмовний динамік та передню камеру.
Смартфони отримали стереодинаміки, де роль другого динаміка виконує розмовний динамік.
Моделі отримали основну подвійну камеру із ширококутним об'єктивом на 50 Мп з діафрагмою f/1.8 і фазовим автофокусом та сенсором глибини на 2 Мп з діафрагмою f/2.4. Також смартфони отримали ширококутну фронтальну камеру на 8 Мп з діафрагмою f/2.0. Основна та фронтальна камери вміють записувати відео в роздільній здатності 1080p@30fps.

### Програмне забезпечення
Huawei Nova Y91 був випущений на EMUI 13 на базі Android 12 без сервісів Google і був оновлений до EMUI 14.2, а Enjoy 60X — на HarmonyOS 3.0 і був оновлений до HarmonyOS 4.2.